# Grażyna Kubica-Heller
Grażyna Kubica-Heller (ur. 1955) – polska socjolożka, profesor nauk społecznych, wykładowca Uniwersytetu Jagiellońskiego.

## Życiorys
Doktorat obroniła 17 maja 2007 na podstawie rozprawy Siostry Malinowskiego czyli kobiety nowoczesne na początku XX wieku. Została zatrudniona na Uniwersytecie Jagiellońskim. Interesuję się problematyką mniejszości kulturowych, symbolicznym wymiarem kultury, krajobrazem kulturowym, antropologią wizualną oraz historią antropologii. Od lat zajmuje się biografią i twórczością Bronisława Malinowskiego. Opracowała i opatrzyła wstępem ”Dziennik w ścisłym znaczeniu tego wyrazu” zawierający całość zapisków Malinowskiego. Zajmuje się także fotografią, a jedną z jej najbardziej znanych ekspozycji jest wystawa „Człowiek - z obu stron obiektywu. Fotografia i antropologia.” w Muzeum Etnograficznym w Krakowie (2002).
W 2016 na podstawie dorobku naukowego oraz rozprawy pt. Maria Czaplicka - płeć, szamanizm, rasa. Biografia antropologiczna uzyskała na Wydziale Filozoficznym UJ stopień doktora habilitowanego nauk społecznych.

## Publikacje
- Luteranie na Śląsku Cieszyńskim: studium historyczno-socjologiczne (1996)
- Siostry Malinowskiego czyli Kobiety nowoczesne na początku XX wieku : Zofia Benówna (Szymberska), Eugenia Bentkowska (Zielińska), Maria Czaplicka, Helena Czerwijowska (Protasewiczowa), Zofia Dembowska (Romerowa), Halina Nusbaumówna, Paulina i Dora Wasserberg, Aniela i Karola Zagórskie, Maria Zaborowska, Maria i Zofia Zielewiczówny, Otolia Zubrzycka (Retingerowa) (2006)
- Śląskość i protestantyzm. Antropologiczne studia o Śląsku Cieszyńskim, proza i fotografia (2011)